# Bartolomeu Bueno da Silva
 (mai 2020).
Si vous disposez d'ouvrages ou d'articles de référence ou si vous connaissez des sites web de qualité traitant du thème abordé ici, merci de compléter l'article en donnant les références utiles à sa vérifiabilité et en les liant à la section « Notes et références ».
Bartolomeu Bueno da Silva, dit le deuxième Anhangüera (Santana de Parnaíba, 1672 - Vila Boa de Goiás, 1740), fut un des plus importants bandeirantes et découvreurs de l’intérieur du Brésil.
À 12 ans, il accompagna son père dans une première expédition partie de São Paulo, qui traversa le territoire de l’actuel État de Goiás et suivit le Rio Araguaia. Recherchant le cours du Rio Vermelho (pt), l’expédition découvrit un village indigène du peuple Goiá. La légende dit que les indiennes du village étaient richement ornées de feuilles d’or et refusaient de dévoiler l’origine du métal. Le père, montrant de l’alcool brûlant dans un récipient, aurait menacé de mettre le feu à toutes les sources et rivières. Impressionnés, les Indiens montrèrent le gisement et lui donnèrent le surnom d'« Anhangüera » ce qui signifie « vieux diable » en langue tupi.
En 1722, quarante ans plus tard, il partit de São Paulo pour s’enfoncer dans l’intérieur parcouru par son père. Pendant trois ans, cette nouvelle expédition se déplaça sous ses ordres dans l’intérieur à la recherche de ses anciennes découvertes. Ils ne les retrouvèrent pas mais fondèrent un noyau de peuplement, appelé Barra, qui fut transféré en 1727 vers les marges du Rio Vermelho sous le nom de Santana, devenu plus tard la Vila Bueno et aujourd’hui la cité de Goiás Velho.
Anhangüera fut le dernier des grands bandeirantes qui ont découvert les chemins vers l’Est du Brésil.

## Hommages
- La Rodovia Anhangüera est une importante autoroute qui relie São Paulo à Campinas.
- Anhangüera est une municipalité de l'État de Goiás.
- Le Parc Anhanguera (pt) est un parc municipal du nord de São Paulo.

Plus des rues dans plusieurs villes des États de Goiás et de Tocantins.